# Jack Bascom Brooks

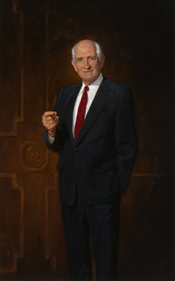
Jack Bascom Brooks

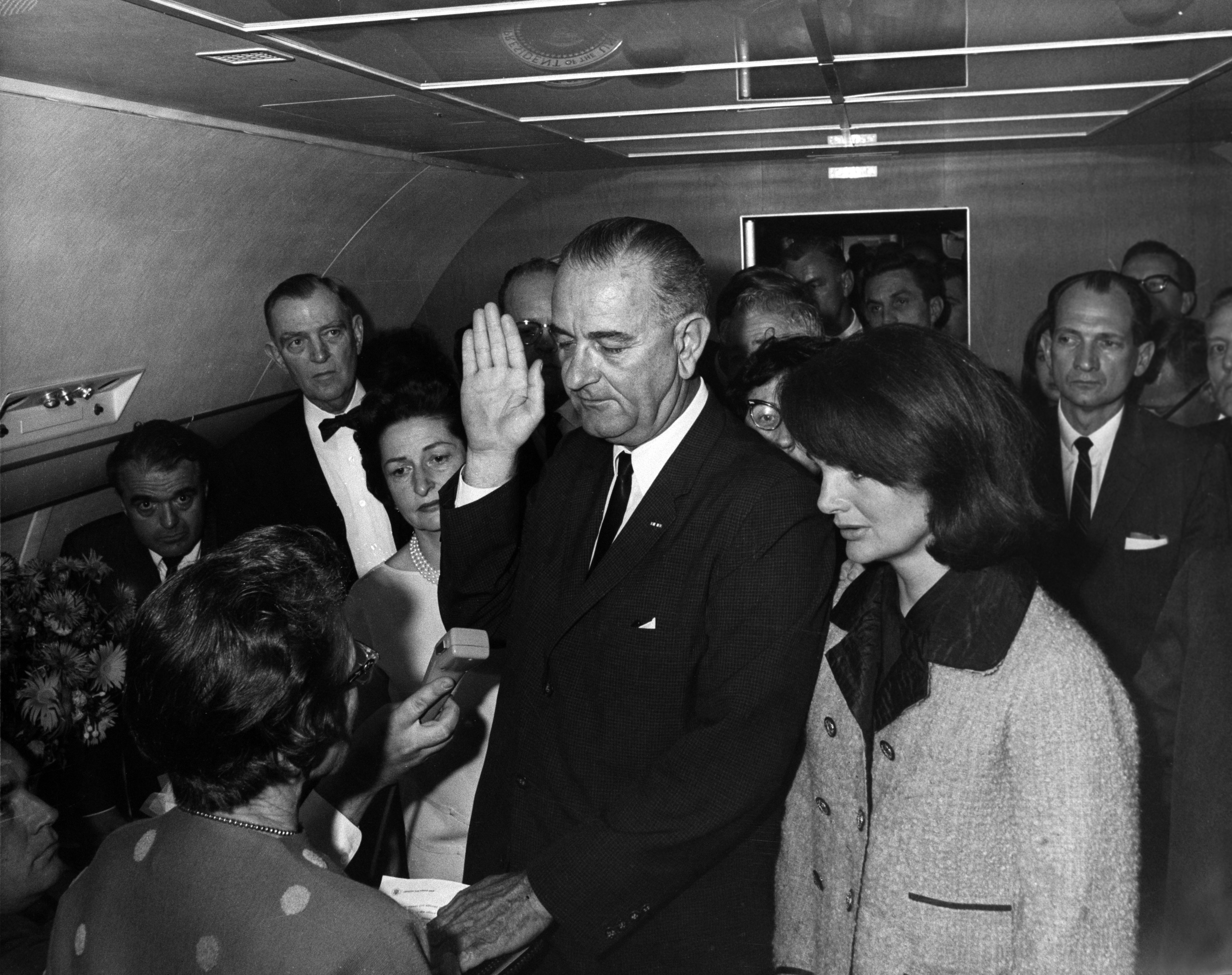
Jack Brooks (hinten, rechts) als Augenzeuge der Vereidigung von Präsident Lyndon B. Johnson an Bord der Air Force One nach dem Attentat auf John F. Kennedy.

Jack Bascom Brooks (* 18. Dezember 1922 in Crowley, Louisiana; † 4. Dezember 2012 in Beaumont, Texas) war ein US-amerikanischer Politiker. Er vertrat den Bundesstaat Texas 40 Jahre lang im US-Repräsentantenhaus.

## Leben
Jack Bascom Brooks wurde 1922 in Crowley geboren und kam im Alter von fünf Jahren nach Texas. Er besuchte die Lamar University und die University of Texas in Austin. Während des Zweiten Weltkrieges diente er im United States Marine Corps. Nach dem Krieg war er zwischen 1947 und 1951 Abgeordneter im Repräsentantenhaus von Texas. Im Jahr darauf wurde Brooks als Demokrat für den zweiten Wahlbezirk von Texas in das US-Repräsentantenhaus gewählt. Während der 1950er und 1960er Jahre war er einer von mehreren liberalen Südstaatenabgeordneten in Fragen der Arbeit und Bürgerrechte, wobei er in Fragen der Todesstrafe und Waffenkontrolle eher konservativ war. Brooks gehörte zur demokratischen Delegation beim Besuch von US-Präsident John F. Kennedy im November 1963 in Texas. Nach dem Attentat auf den Präsidenten in Dallas war er an Bord der Air Force One Augenzeuge der Vereidigung von Lyndon B. Johnson als Kennedys Nachfolger.
1966 wechselte er den Wahlbezirk und vertrat fortan den neunten Distrikt von Texas. Des Weiteren war Brooks von 1975 bis 1988 Vorsitzender des Committee on Government Operations und von 1989 und 1995 des Justizausschusses. Im Jahr 1967 äußerte Brooks als einer der ersten seine Angst über die Bemühungen des US-Patentamts, Richtlinien für die Softwarepatentierung einzuführen.
Als das Repräsentantenhaus erstmals in den späten 1970ern die finanzielle Offenlegung verlangte, wurde bekannt, dass Brooks einer der reichsten Männer im Kongress war. Er hatte während seiner Amtsjahre eine Anzahl von Banken und anderen Unternehmungen erworben. 1994 wurde Brooks durch den Republikaner Steve Stockman geschlagen. Brooks’ Befürwortung des 1994 Violent Crime Control and Law Enforcement Act, der letztlich das Federal Assault Weapons Ban einleitete, gegründet als eine Gesetzesänderung, trug trotz seiner lebenslangen Mitgliedschaft in der National Rifle Association höchstwahrscheinlich zu seiner Niederlage bei.
Ein Park im Galveston County und ein staatliches Gerichtsgebäude in Beaumont tragen seinen Namen.